# 卡蘭波馬區
11°39′22″S 76°30′59″W / 11.6560°S 76.5165°W
卡蘭波馬區（西班牙語：Distrito de Carampoma），是秘魯的一個區，位於該國中南部利馬大區的瓦羅奇里省，面積234.2平方公里，海拔高度3,408米，2005年人口515，人口密度每平方公里2.2人。